# Microrregión de Macaíba
La microrregión de Macaíba es una de las diecinueve microrregiones del estado brasileño del Rio Grande do Norte perteneciente a la mesorregión Este Potiguar. Su área es de 2103,409 km², siendo equivalente a casi el 4% del área del estado.
Está dividida en cinco municipios.

## Municipios
- Ceará-Mirim
- Macaíba
- Nísia Floresta
- São Gonçalo do Amarante
- São José de Mipibu